# Paul Bouque
Paul Bouque (Hauconcourt, 6 luglio 1896 – Cannes, 15 agosto 1979) è stato un missionario e vescovo cattolico francese.

## Biografia
Abbracciò la vita religiosa tra i dehoniani e professò i voti il 24 giugno 1920; fu ordinato prete il 26 luglio 1925 e fu assegnato alle missioni in Camerun.
Nel 1930 fu nominato prefetto apostolico di Foumban; nel 1934 la prefettura fu elevata a vicariato apostolico e Bouque fu promosso all'episcopato; fu consacrato vescovo di Vagada in partibus il 21 novembre 1934.
Fu trasferito alla sede residenziale di Foumban nel 1955: fondò la congregazione indigena delle Suore dei Sacri Cuori di Gesù e Maria.
Si dimise nel 1964 e fu trasferito alla sede titolare di Abbir Germaniciana.

## Genealogia episcopale e successione apostolica
La genealogia episcopale è:
- Cardinale Guillaume d'Estouteville, O.S.B.Clun.
- Papa Sisto IV
- Papa Giulio II
- Cardinale Raffaele Sansone Riario
- Papa Leone X
- Papa Paolo III
- Cardinale Francesco Pisani
- Cardinale Alfonso Gesualdo di Conza
- Papa Clemente VIII
- Cardinale Pietro Aldobrandini
- Cardinale Laudivio Zacchia
- Cardinale Antonio Barberini, O.F.M.Cap.
- Cardinale Nicolò Guidi di Bagno
- Arcivescovo François de Harlay de Champvallon
- Cardinale Louis-Antoine de Noailles
- Vescovo Jean-François Salgues de Valderies de Lescure
- Arcivescovo Louis-Jacques Chapt de Rastignac
- Arcivescovo Christophe de Beaumont du Repaire
- Cardinale César-Guillaume de la Luzerne
- Arcivescovo Gabriel Cortois de Pressigny
- Arcivescovo Hyacinthe-Louis de Quélen
- Vescovo Louis-Charles Féron
- Vescovo Pierre-Alfred Grimardias
- Cardinale Guillaume-Marie-Romain Sourrieu
- Cardinale Léon-Adolphe Amette
- Vescovo Jean-Baptiste Pelt
- Vescovo Paul Bouque, S.C.I.

La successione apostolica è:
- Vescovo Albert Ndongmo (1964)